# 黛安娜·卡明斯
黛安娜·卡明斯（英語：Diane Cummins，1974年1月19日—），加拿大女子田径运动员。她曾代表加拿大参加1999年和2007年泛美运动会田径比赛，获得一枚金牌。她也参加了2004年夏季奥运会。